# Steuerungsinformation
Im Arbeitsstudium legen Steuerungsinformationen die Art und Weise der Aufgabenerfüllung, die Arbeitsmethode fest. Diese Steuerungsinformationen können beispielsweise Arbeitsanweisungen, Richtlinien, Ausführungsbestimmungen, Dienstvorschriften etc. sein.